# فلوريديا
فلوريديا (بالإيطالية: Floridia)‏ هي بلدية في مقاطعة سرقوسة في صقلية الإيطالية.

## السكان
في سنة 1861 بلغ عدد السكان 7٬337 نسمة، وتطور العدد ليصل في سنة 2011 لـ 22٬685 نسمة.
يظهر هذا المخطط البياني تطور النمو السكاني لـ فلوريديا

## توأمة
لفلوريديا اتفاقيات توأمة مع كل من:
- هارتفورد
- سان ميغيل دي توكومان